# (5534) 1941 UN
(5534) 1941 UN es un asteroide perteneciente al cinturón de asteroides, descubierto el 15 de octubre de 1941 por Liisi Oterma desde el Observatorio de Iso-Heikkilä, en Turku, Finlandia.

## Designación y nombre
Designado provisionalmente como 1941 UN.

## Características orbitales
1941 UN está situado a una distancia media de 2,764 ua, pudiendo alejarse un máximo de 3,686 ua y acercarse un máximo de 1,843 ua. Tiene una eexcentricidad de 0,333.

## Características físicas
Este asteroide tiene una magnitud absoluta de 12,6.